# Eberechi Eze
Eberechi Oluchi Eze (ur. 29 czerwca 1998 w Greenwich) – angielski piłkarz nigeryjskiego pochodzenia, występujący na pozycji napastnika w angielskim klubie Crystal Palace oraz w reprezentacji Anglii.
Wychowanek Arsenalu, w trakcie swojej kariery grał także w Queens Park Rangers oraz Wycombe Wanderers. Młodzieżowy reprezentant Anglii.